# Nsimekellé
Nsimékellé est un village de la région du Centre du Cameroun. Localisé dans l'arrondissement (commune) de Ngog-Mapubi et le département du Nyong-et-Kéllé.

## Géographie
Le village de Nsimékellé est localisé à 3° 50' 00″ N et 10° 50' 00″ E. Le climat de Nsimekellé est tropical avec plusieurs mois de fortes précipitations d'une moyenne annuelle de 2 087 mm. La température annuelle est de 25,4 °C.

## Population et société
Nsimékellé comptait 103 habitants lors du dernier recensement de 2005. La population est constituée pour l’essentiel de Bassa. 